# 臺東棒球村
22°47′14.40″N 121°07′42.90″E / 22.7873333°N 121.1285833°E
臺東棒球村為一座位於臺東縣臺東市的棒球場，共包括第一棒球場及第二棒球場。球場距離臺東市區搭車約10分鐘可抵達，距離臺東車站更僅有500公尺，附近可供停車的車位相當多，交通非常便捷。

## 沿革
臺東棒球村共有第一棒球場與第二棒球場兩個棒球場地，是目前臺東縣最正式的棒球使用場地；在臺東棒球村完工啟用之前，台東地區的棒球比賽都在位於更生北路的台東縣立棒球場舉行。1994年台東縣長陳建年指示籌建臺東縣運動公園，但因計劃未獲教育部同意，而改籌建臺東棒球村獲准。第二棒球場於1999年5月開始整地，2000年3月動工，耗資1億2千萬元興建，於2001年12月15日落成啟用。第一棒球場於2000年11月24日發包施工，但因水電與土木工程分開發包，而其四公頃的基地有部分為農田水利用地，導致建造未能順利取得，承攬水電工程的包商擔心觸法而主動解約，因而導致工程落後，雖於2003年7月完工，但因驗收問題無法馬上落成啟用。最後在2006年5月28日正式啟用，總興建共耗資新臺幣3.8億元。
臺東縣副縣長陳金虎2017年5月23日親自拜訪中華職棒吳志揚會長，並在常務理事會上針對球場整建修繕計畫做簡報。吳志揚會長與球團代表對於台東縣積極爭取中職賽事表示高度肯定，也允諾在年底整建完成之後，將會安排場務代表前往台東棒球場實地評估籌辦例行賽事的可行性。另外也有球團代表提出，希望在球場夜間照明設備完工之後，能在啟用前先針對夜間照明舉辦測試賽，讓球場的功能性能更完整的呈現。
臺東棒球村已於2018年4月完成夜間照明設備之增設，自此之後台東第一棒球場已經可以進行夜間比賽。於是在台東棒球場舉行2018東岸聯盟U18棒球邀請賽冠軍賽，由新北市穀保家商對戰高雄市高苑工商，成為新設夜間照明後的首場比賽，讓台東鄉親第1次晚間到現場看棒球賽 。。臺東縣政府也為臺東棒球村第一棒球場更新球場內野圍網，LED電子計分板，球場轉播室，及球員休息室等設施。
2022年，中信兄弟評估台東球場的狀況；3月1日，聯盟公布例行賽賽程，安排5月24日、25日兩天在台東球場進行賽事，由中信兄弟擔任主隊對上樂天桃猿(5/25賽程因雨延賽)，也是繼2008年、相隔14年後再次有職棒賽事的安排。

## 特色
臺東棒球村有許多為球員設想周到的小設施，包括球員休息室附設沐浴間、室內牛棚及重量訓練室等，球場主看台正對臺東的小黃山及原住民的聖山都蘭山，視野遼闊，景色優美，雖然臺東偶有午後的雷陣雨，但不至於影響球賽的進行。

## 球場資訊
- 座落地址：臺東縣臺東市興安路525號
- 觀眾席數：6,500席
- 左外野：320英呎
- 中外野：400英呎
- 右外野：320英呎
- 鄰近：臺東車站 地圖

## 重要歷程
- 中華職棒首戰：2006年5月28日（誠泰COBRAS4：1兄弟象）
- 明星賽：無
- 季後賽：無
- 台灣大賽：無
- 國際比賽：無

## 交通資訊
- 自行前往：臺東縣臺東市興安路525號
- 臺鐵：臺東車站（南迴線、臺東線）
- 公車：臺東市區公車普悠瑪客運陸海空快捷路線棒球場站

## 外部連結
- 臺東棒球村在台灣棒球維基館上的頁面（繁體中文）
- 中華職棒大聯盟全球資訊網-台東縣立棒球場 （页面存档备份，存于）

## 資料來源
1. ↑  台東棒球場夜間照明 啟用，yahoo，2018-04-09
2. ↑  台東棒球場夜間照明 啟用，中國時報，2018-04-09
3. ↑  中信兄弟擬納主場
4. ↑  .   [2022-07-16]. （原始内容存档于2022-03-05）.